# Besenyőtelek
Besenyőtelek es un pueblo húngaro perteneciente al distrito de Füzesabony, condado de Heves.

## Superficie
Cuenta con una superficie de 49,10 km².

## Demografía
Hasta 2024 la población era de 2435 habitantes, con una densidad de población de 49,59 hab/km².
| Gráfica de evolución demográfica de Besenyőtelek entre 2020 y 2024 |
|                                                                    |
| Datos según la Oficina Central de Estadística de Hungría.          |